# Tatiana de Rosnay
Tatiana de Rosnay (Neuilly-sud-Seine, 28 de setembre de 1961) és una periodista, escriptora i guionista francesa.

## Antecedents familiars
El seu pare fou el científic francès Joël de Rosnay, el seu avi, el pintor Gaëtan de Rosnay. La besàvia paterna de Tatiana era l'actriu russa Natalia Rachewskïa, directora del Teatre Leningrad Pushkin entre 1925 i 1949. La mare de Tatiana, Stella Jebb, anglesa, era filla del diplomàtic i exsecretari General de les Nacions Unides, Gladwyn Jebb, i besneta de l'enginyer britànic Isambard Kingdom Brunel. Tatiana és també la neboda de l'historiador Hugh Thomas.

## Biografia i carrera professional
Tatiana de Rosnay va néixer el 28 de setembre de 1961 en els suburbis de París. És d'ascendència anglesa, francesa i russa. Tatiana de Rosnay va viure a París i a Boston, quan el seu pare ensenyava en el MIT en els anys 70.
Es va traslladar a Anglaterra a principis dels 80 i es va graduar en literatura anglesa a la Universitat East Anglia, a Norwich. En retornar a París el 1984, va treballar com a agent de premsa agregada de premsa de Christie's i després com a editora a París de la revista Vanity Fair fins al 1993. Després ha treballat com a periodista a la revista Elle francesa i és la crítica literària de Psychologies Magazine i del Journal du Dimanche.

## Carrera literària
Des de 1992, Rosnay ha publicat dotze novel·les en francès i tres en anglès. També ha treballat en la sèrie Els meus adorables nebots, per la qual ha escrit dos episodis juntament amb el guionista Pierre-Yves Lebert.
El 2006 Rosnay va publicar La clau de Sarah, la seva primera novel·la en anglès i la seva obra més popular. És la història d’una nena jueva nascuda a París que ha de suportar els judicis de l'holocaust i una periodista actual que investiga aquells fets. La novel·la va ser un èxit de vendes, s’ha publicat a 22 països de tot el món, traduïda a 33 idiomes i se n'han venut més de tres milions de còpies en francès i gairebé dos milions en anglès. El 2009 Serge Joncour va fer-ne l'adaptació al cinemaː La clau de Sarah, amb Kristin Scott Thomas en el paper de Julia, i estrenada el 2010.
The Rain Watcher, la nova novel·la de Rosnay, es va publicar a l’octubre del 2018, una història sobre secrets familiars i desastres devastadors, amb el rerefons de París.
Al gener de 2010, diverses revistes franceses van situar Rosnay en el número vuit del rànquing de novel·listes francesos. Al gener de 2011, la revista Le Figaro va publicar un rànquing dels deu autors francesos més llegits que situava Tatiana de Rosnay en cinquena posició.

## Obra

### Novel·les
- L'Appartement témoin, 1992

- Maries, peres de famille: Romans d'adulteres, 1995

- Le Dîner des ex: Roman, 1996

- Le Cœur d'une autre, 1998

- Le Voisin, 2000

- La Mémoire des Murs, 2003

- Spirales, 2004

- Elle s'appelait Sarah, 2007. Traduïda al català com La clau de la Sarah, Ed. Amsterdam Llibres, 1912.[4]

- A Secret Kept (Bumerang), 2009

- Moka, 2009

- Rose, 2011

- The House I Loved, 2011.

- À l'encre russe, 2014. Traduïda a l'anglès amb el títol The Other Story. Traduïda al català com a Tinta russa, Ed. Amsterdam Llibres, 2014.[5]

### Col·lecció d'històries curtes
- A Paris Affair, 2015

### Novel·les que han esdevingut pel·lícules
La clau de la Sarah (títol original en francèsː Elle s'appelait Sarah) és una pel·lícula francesa de 2010 dirigida per Gilles Paquet-Brenner i protagonitzada per Kristin Scott Thomas, basada en la novel·la de Tatiana de Rosnay.